# Црни (Раша)
Црни (хрв. Crni, итал. Cerni) је насељено место у општини Раша, Истарска жупанија, Хрватска.

## Историја
До територијалне реорганизације у Хрватској били су у саставу старе општине Лабин.

## Становништво
У попису становништва из 2011. године, Црни су имали 15 становника.
| Број становника према пописима | Број становника према пописима | Број становника према пописима | Број становника према пописима | Број становника према пописима | Број становника према пописима | Број становника према пописима | Број становника према пописима | Број становника према пописима | Број становника према пописима | Број становника према пописима | Број становника према пописима | Број становника према пописима | Број становника према пописима | Број становника према пописима | Број становника према пописима |
| ------------------------------ | ------------------------------ | ------------------------------ | ------------------------------ | ------------------------------ | ------------------------------ | ------------------------------ | ------------------------------ | ------------------------------ | ------------------------------ | ------------------------------ | ------------------------------ | ------------------------------ | ------------------------------ | ------------------------------ | ------------------------------ |
| 1857                           | 1869                           | 1880                           | 1890                           | 1900                           | 1910                           | 1921                           | 1931                           | 1948                           | 1953                           | 1961                           | 1971                           | 1981                           | 1991                           | 2001                           | 2011                           |
| 0                              | 0                              | 104                            | 101                            | 103                            | 96                             | 0                              | 0                              | 93                             | 72                             | 61                             | 49                             | 28                             | 11                             | 13                             | 15                             |

Напомена: Од 1880. до 1910. исказивано под именом Цокути. Године 1857, 1869, 1921. и 1931. подаци су садржани у насељу Скитача.